# Gareloi
Gareloi (en aleutià Anangusix̂) és una illa volcànica que forma part de les illes Delarof, un subgrup de les Illes Andreanof, a les illes Aleutianes, al sud-oest d'Alaska, als Estats Units. L'illa es troba entre el pas Tanaga i el pas Amchitka.
L'illa fa uns 10 quilòmetres de llarg per 8 d'ample. Amb una superfície és de 67,2 km² és la més gran del grup de les Delarof. L'illa està presidida pel mont Gareloi, un estratovolcà, que es troba al centre de l'illa i que s'eleva fins als 1.573 msnm. La seva darrera erupció fou el 1996. L'illa està deshabitada, com la resta del grup de les Delarof.

## Referències

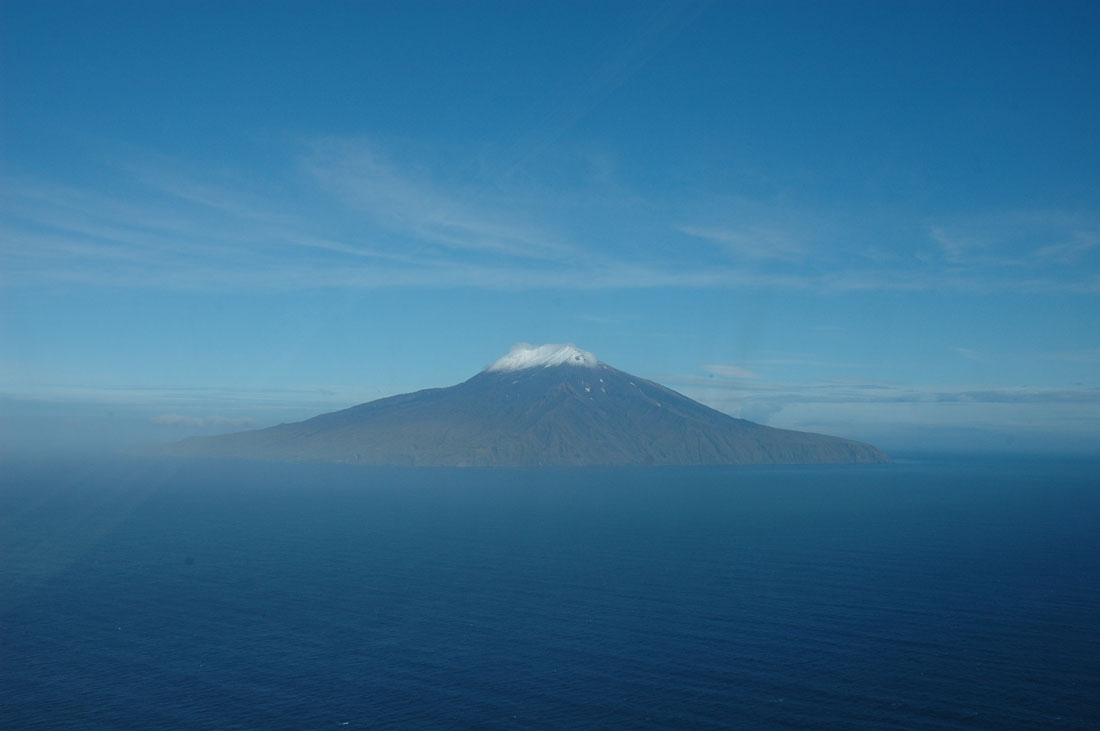
Vista de l'illa Gareloi